# Double or Nothing (Erick Sermon)
| Recensione           | Giudizio |
| -------------------- | -------- |
| AllMusic             | [ 1 ]    |
| Entertainment Weekly | B−       |
| RapReviews           | [ 3 ]    |

Double or Nothing è il secondo album del rapper statunitense Erick Sermon, pubblicato nel 1995 dalla Def Jam.

## Descrizione
Sono presenti basi campionate dal funk ed elementi soul, mentre gli ospiti sono per lo più cantanti R&B o provenienti dalla Def Squad. Dal punto di vista lirico e musicale, è a un livello superiore rispetto all'esordio. Sono elogiati i singoli Bomdigi e soprattutto Welcome. Prodotto coerente, presenta la prima apparizione ufficiale di Jazze Pha.

## Tracce
1. Intro (Skit) – 1:01
2. Bomdigi – 3:34 (musica: James, Sermon)
3. Freak Out (feat. Redman) – 3:07 (musica: Kirkpatrick, Noble, Sermon)
4. In the Heat – 2:09 (musica: Sermon)
5. Tell 'Em (feat. Roz & Keith Murray) – 2:35 (musica: Kirkpatrick, Murray, Noble, Sermon)
6. In the Studio (Skit) – 1:01
7. Boy Meets World – 3:16 (musica: Hall, Myers, Popwell, Sermon, Stinson, Williams)
8. Welcome (feat. Keith Murray & Aaron Hall) – 3:56 (musica: Sermon, Stinson)
9. Live in the Backyard (Skit) – 2:21
10. Set It Off (feat. Keith Murray) – 3:34 (musica: Barrier, Clinton, Collins, Griffin, Parker, Sermon)
11. Focus – 3:53 (musica: McElroy, Sermon)
12. Move On (feat. Redman & Passion) – 3:56 (musica: Johnson, Noble, Sermon)
13. Smooth Thought (Skit) – 0:31
14. Do Your Thing – 3:35 (musica: Sermon)
15. Man Above (feat. Jazzy Pha) – 4:01 (musica: Sermon)
16. The Message (Skit) – 0:49
17. Open Fire (feat. Redman & Keith Murray) – 3:54 (musica: Sermon)

## Classifiche settimanali
| Classifica (1995)         | Posizione raggiunta |
| ------------------------- | ------------------- |
| Stati Uniti               | 35                  |
| US Top R&B/Hip-Hop Albums | 6                   |